# Anaximandre
Pour les articles homonymes, voir Anaximandre (homonymie).
Vous lisez un « article de qualité » labellisé en 2007.
Anaximandre de Milet en grec ancien : Ἀναξίμανδρος / Anaxímandros) (vers 610 – vers 546 av. J.-C.) est un philosophe et savant grec présocratique. On suppose qu'il succéda à Thalès comme maître de l'école milésienne, et il aurait eu Xénophane, Pythagore et Anaximène parmi ses élèves.
Anaximandre est le premier Grec connu à avoir tenté de décrire et expliquer l'origine et l'organisation de tous les aspects du monde d'un point de vue que l'on qualifie rétrospectivement de scientifique. Nombre de philosophes et commentateurs contemporains estiment pour cette raison que les théories d'Anaximandre représentent une étape essentielle et révolutionnaire de l'histoire des sciences.
Anaximandre passe également pour le premier philosophe à avoir consigné ses travaux par écrit, mais seules quelques phrases sont parvenues jusqu'à nous. Les témoignages antiques permettent de se faire une idée de leur nature et de leur étendue, qui couvre la philosophie, l'astronomie, la physique, la biologie, la géométrie et la géographie.

## Biographie
Anaximandre, fils de Praxiadès, est né à Milet durant la troisième année de la 42e olympiade (610 av. J.-C.). Selon Apollodore d'Athènes, il était âgé de soixante-quatre ans dans la seconde année de la 58e olympiade (547-546 av. J.-C.) et il mourut peu de temps après. Il aurait ainsi connu son apogée aux environs de l’époque de Polycrate, tyran de Samos (538-522 av. J.-C.). Compatriote et élève de Thalès, il semble également qu’il fut l'un de ses parents (selon la Souda). La mort d’Anaximandre serait contemporaine de la naissance d’Héraclite.
Dans ses Discours, Thémistios mentionne qu’Anaximandre aurait été « le premier des Grecs connus à publier un ouvrage écrit sur la nature » et, par ce fait même, ses documents auraient été parmi les premiers textes grecs écrits en prose,.
Il n'existe pourtant aucune mention de ses textes avant Aristote, et, pour cette raison, l'on suppose parfois que, du temps de Platon, sa philosophie était tombée dans l’oubli ; c'est Aristote qui l'aurait redécouverte, et c’est à Aristote, à Théophraste et à quelques doxographes que l’on doit les fragments qui nous restent. Théophraste a écrit qu'Anaximandre est le premier à nommer « Monde » l'Univers.
Les Vies, doctrines et sentences des philosophes illustres de Diogène Laërce rapportent qu'ayant appris que les enfants se moquaient de lui quand il chantait, il aurait répondu qu'il lui faudrait alors apprendre à mieux chanter, pour les enfants.
D’après Élien, les Milésiens l’auraient chargé de diriger une colonie vers Apollonie du Pont, sur la côte thrace du Pont-Euxin, ce qui laisse penser qu’il fut un citoyen d’une certaine notoriété. En effet, les Histoires variées expliquent que les philosophes laissaient parfois le confort de leurs pensées pour s’occuper d’affaires politiques. Il est donc fort probable qu'il y fut envoyé à titre de législateur pour y apporter une constitution ou encore pour y maintenir le pouvoir par Milet.

## Idées

### L'Origine de toutes choses
Les premiers philosophes grecs cherchaient l'origine ou principe des choses. Anaximandre aurait été le premier philosophe à employer le terme grec ἀρχή / arkhế pour désigner l'objet de cette recherche. Celui-ci signifiait jusqu'alors le « commencement », l'« origine » ; à partir d'Anaximandre, il ne s'agit plus seulement d'un point dans le temps, mais d'une origine perpétuelle, qui engendre continuellement ce qui est.
Ce principe des choses est pour Anaximandre l’ἄπειρον / ápeiron (« infini » ou « illimité »). Hippolyte de Rome (I, 5), et plus tard Simplicius attribuent à Anaximandre la paternité de ce mot pour désigner le principe originel.

#### L'apeiron
En suivant et résumant les témoignages qui nous sont parvenus, on peut dire qu'Anaximandre concevait l'apeiron comme la substance ou principe originel, source, réceptacle de tout, éternel et indestructible, la cause complète de la génération et de la destruction de tout. Pour Anaximandre, le principe des choses n’est rien de déterminé, il n'est pas un des éléments, comme c'était le cas chez Thalès. Pas plus qu'il ne s'agit de quelque chose d’intermédiaire entre l’air et l’eau, ou l'air et le feu, plus dense que l'air et le feu et plus subtil que l'eau et la terre.
Le raisonnement sous-jacent à cette conception d'Anaximandre du principe de toutes choses semble pouvoir être reconstitué de la manière suivante, : tout ce qui devient a un commencement, une fin, en bref des limites spatio-temporelles ; ce qui a un commencement et une fin ne peut être la cause éternelle de tous les êtres. Donc seul ce qui est illimité et indéterminé peut être une cause universelle, indestructible et permanente.

#### Difficultés d'interprétation
Le terme apeiron a donné lieu à de nombreuses interprétations, depuis Aristote jusqu'à aujourd’hui. Les différentes traductions possibles du mot grec (en français par exemple : infini, indéfini, indéterminé, illimité) illustrent les incertitudes liées à cette notion. Si l'ensemble des commentateurs s'accordent sur quelques traits généraux, les discussions de détail ne permettent pas de décider de manière certaine de ce que voulait dire Anaximandre.
Pour expliquer cette impossibilité de déterminer la pensée exacte d'Anaximandre, certains commentateurs soulignent que les sources ne sont pas seulement rares : elles ne sont pas cohérentes, et un témoignage peut même se contredire lui-même, comme si les anciens lecteurs d'Anaximandre éprouvaient de la difficulté à le comprendre. Quelques commentateurs avancent à ce sujet que c'est peut-être finalement la pensée même d'Anaximandre qui est intrinsèquement incertaine et confuse, et que cette partie métaphysique de son œuvre est loin d'avoir la même valeur que ses contributions scientifiques.

#### Étymologie
L'étymologie du mot grec apeiron est elle-même sujette à discussions. Ces discussions sont particulièrement importantes dans la mesure où il s'agit d'une part de savoir comment le mot était utilisé du temps d'Anaximandre, et d'autre part de comprendre l'usage spécifique qu'en fait Anaximandre.
Selon l'étymologie la plus courante, apeiron vient de peras, la limite, auquel est joint le préfixe privatif « a- ». L’apeiron serait donc ce qui est privé de limites, par exemple de limites dans l'espace ou dans le temps.

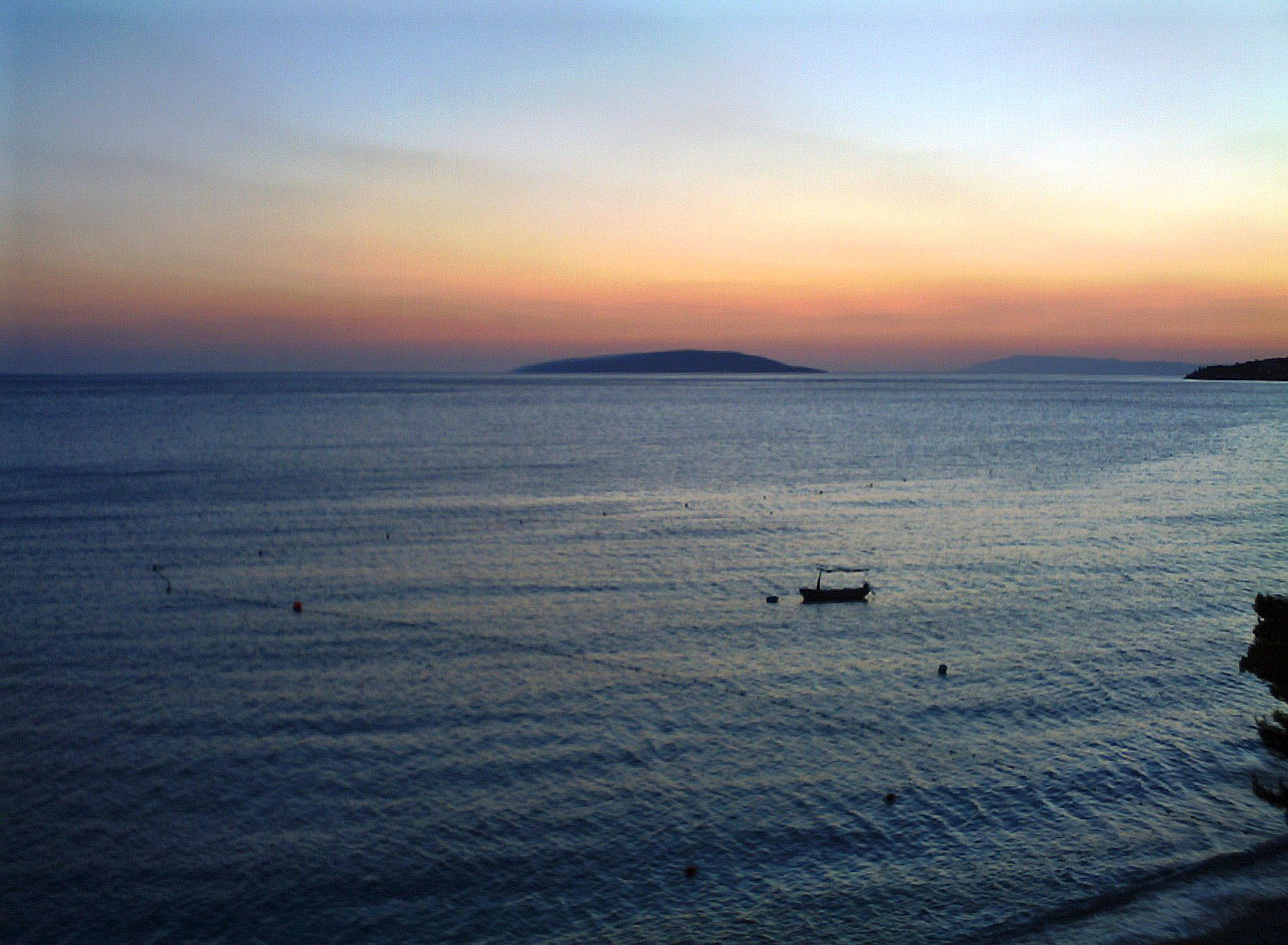
La mer est apeiron pour un Grec ancien : on peut parcourir son immensité, sans parvenir à en atteindre les limites.

Selon une autre étymologie, apeiron vient de peraô, traverser, parcourir, et signifierait donc « ce que l'on ne peut traverser ». Il n'y a pas obligatoirement dans ce cas une idée d'absence de limites : est apeiron ce qui peut se parcourir, mais qui est par exemple trop vaste pour qu'on en puisse découvrir le terme.
L'utilisation de ce mot et de mots de la même famille chez d'autres auteurs grecs précédant Anaximandre nous éclaire sur cette seconde étymologie. Ainsi, chez Homère, la mer est-elle apeiron ; autrement dit, la mer est vaste, et donne l'impression d'une grandeur qu'un homme ne peut parcourir d'un bout à l'autre, ce qui est le cas également de l'immensité sans fin de la Terre. La mer et la Terre n'en sont pas moins des réalités limitées. Dans le même ordre d'idées, le mot peut qualifier des sphères et des cercles que l'on peut parcourir sans parvenir jamais à une fin.

#### L’apeironest illimité
Conformément à la première étymologie du mot, l’apeiron ne possède pas de limites. Cette absence de limites peut être comprise de manière quantitative et/ou qualitative.
Selon une interprétation quantitative de la notion de limite, cela peut signifier deux choses : qu'il n'a pas de contours précis et qu'il est immense, c'est-à-dire qu'il est infini en grandeur, spatialement. Ainsi, pour Abel Rey, il s'agit d'un « flou indéfiniment plastique, et immense en même temps ». Pour Kahn, de manière semblable, c'est « une masse immense et inépuisable, qui s'étend à l'infini de tout côté. […] L'Illimité est ce que nous appelons l'espace infini ». Dans cette dernière interprétation, on peut noter que l'espace et la matière sont conçus conjointement.
Cette compréhension quantitative de l’apeiron est cependant jugée insuffisante, dans la mesure où elle ne tiendrait pas compte de l'illimitation qualitative de l'apeiron, c'est-à-dire de son indétermination déjà perceptible dans l'idée qu'il n'a pas de contours.

#### L’apeironest indéterminé
Selon une interprétation qualitative de la notion de limite, l’apeiron est dépourvu de limites internes, et non pas seulement de contours c'est-à-dire de limites externes. Il n'y a pas en lui de distinctions telles que celles qui existent entre des objets de différentes natures, et il ne peut ressembler à rien de déterminé, comme les éléments. Il n'y a donc rien qui le définirait et il n'est d'aucune sorte ou genre.

#### L’apeironest inengendré
En tant que principe de tout, l'apeiron ne peut provenir de rien, c'est-à-dire qu'il n'a pas lui-même de principe et qu'il est inengendré. Il n'a donc pas non plus de commencement, qui serait une limite temporelle, et il n'a pas de fin pour la même raison,. Il est de ce fait qualifié d'immortel et d'impérissable, d'éternel et sans âge, ce qui souligne son caractère originel : l’apeiron existe de tout temps, son existence est permanente.

#### L’apeironest cause génératrice
Inengendré et éternel, l'apeiron est la cause permanente de toutes les autres choses, de leur naissance comme de leur destruction. Se pose alors ici la question de savoir comment Anaximandre concevait la relation entre le principe et les choses dont il est le principe, question qui soulève deux problèmes : l’apeiron est-il immanent au devenir ou distinct de lui ? Comment l’apeiron engendre-t-il les choses ?
Deux solutions très différentes ont été proposées pour résoudre le premier problème : la première solution possible, dont on trouve l'origine chez Aristote, consiste à dire que l’apeiron est un mélange des opposés et qu'il est donc immanent au devenir, qu'il en est la matière. Cette interprétation est soutenue au XXe siècle par Guthrie pour qui l'apeiron n'a pas de qualités propres (selon l'idée que le principe est qualitativement indéfini), mais contient en lui toutes les qualités qui se sépareront de lui par la suite et qui formeront le devenir. Cette interprétation est soutenue également par Abel Rey et Kahn, cités dans une section précédente, pour qui l’apeiron est une quantité de matière informe et illimitée.
Toutefois, plusieurs commentateurs, proposent une deuxième solution, en soutenant que l’apeiron doit se distinguer intrinsèquement de ce qu'il produit : il n'est rien de matériel, ne contient pas littéralement ce qu'il produit, car, n'étant pas qualitativement défini, il n'en est pas composé. Il n'est donc ni un mélange ni un intermédiaire entre les éléments, et il ne sera pas plus l'espace infini que la matière, de même qu'il n'existera pas dans le temps, puisqu'il est l'origine de toutes ces choses. Selon cette interprétation, puisque l'apeiron est une cause génératrice, on ne saurait le confondre avec un quelconque substrat matériel.
Cette dernière interprétation conduit au second problème : si l’apeiron n'est rien de matériel, comment Anaximandre peut-il en faire une cause génératrice des choses ? En tant que tel, ce principe ne peut faire en effet l'objet d'une connaissance déterminée ; comment dans ce cas pourrait-il être un principe d'explication de ce qui est ? C'est la description de la formation de l'univers, c'est-à-dire la cosmologie, qui va permettre de voir plus en détail ce qu'il en est de ce problème de l'engendrement des choses.

### Description du monde

#### Cosmologie
« Eudème, dans ses livres Sur l’astronomie raconte qu’Œnopide a trouvé le premier l’obliquité du zodiaque et reconnu l’existence de la grande année : d’après lui, Thalès a fait voir que les éclipses de soleil et les retours de cet astre aux solstices n’arrivent pas toujours après le même temps ; Anaximandre prétend que la terre est suspendue dans l'espace et se meut autour du centre du monde ; Anaximène a montré que la lune reçoit la lumière du soleil et de quelle manière elle s'éclipse. D'autres ont ajouté de nouvelles découvertes à celles-là : que les étoiles se meuvent autour de l’axe immobile qui passe par les pôles, que les planètes se meuvent autour de l'axe perpendiculaire au zodiaque ; et que l'axe des étoiles et celui des planètes s’écartent l’un de l'autre, du côté du pentédécagone, et par conséquent d’un angle de 24 degrés. »

Schéma de l’univers d’Anaximandre.

La construction d'une cosmologie utilisant des hypothèses explicatives non mythologiques comme l'apeiron distingue Anaximandre des auteurs de cosmologies antérieurs. Il témoigne de la démythification de la démarche généalogique. La composition du plus ancien ouvrage en prose sur l'Univers et les origines de la vie, qui constitue la majeure contribution d’Anaximandre, lui valut d’être parfois désigné comme le père de la cosmologie ou fondateur de l'astronomie. Toutefois, le Pseudo-Plutarque précise qu'il considère que « les astres sont des dieux célestes ».

##### Les quatre éléments et la genèse du monde
À partir de l’apeiron, Anaximandre explique comment se forment les quatre éléments de la physique ancienne (l'air, la terre, l'eau et le feu) et, sous leurs interactions, comment se forment la Terre et les êtres qui l'habitent. Il relie en outre l'engendrement non pas à l'altération de l'élément, mais à la séparation des contraires à travers le mouvement éternel.
Selon Anaximandre, l'Univers tire son origine de la séparation des contraires de la matière primordiale. Le processus par lequel la substance originaire s'est différenciée est chez lui une sorte de tourbillon, en grec ancien : δίνη / dinê, semblable à ceux qu'on observe dans un cours d'eau ; ce tourbillon a opéré un processus de séparation et de triage. Ainsi, le chaud se déplaça vers le haut, se séparant du froid, et ensuite le sec se sépara de l'humide. De la dessiccation d'une matière humide, peut-être terreuse, naissent des vivants, l'Homme étant le produit final d'une évolution à partir d'animaux aquatiques. Il soutenait également que toute chose qui meurt retourne à l’élément dont elle est issue (apeiron). La seule citation d'Anaximandre qui nous soit parvenue porte sur ce sujet. Elle a été rapportée par Simplicius et décrit les changements équilibrés et réciproques des éléments :
« Ce d’où il y a génération des entités, en cela aussi se produit leur destruction, selon la nécessité, car elles se rendent les unes aux autres justice et réparation de leur injustice, selon l’assignation du Temps. »
Ce fragment textuel, décrivant le grand mouvement à l'œuvre dans l'univers, curieusement n'est pas sans rappeler en partie les propos d'Héraclite. Cette similitude syntaxique lointaine semble indiquer la volonté de décrire le Monde par une prose mêlée de tours poétiques, vaguement prophétique.
La ponctuation n'existe pas en grec ancien et les citations se fondent habituellement sur le contexte. Il est donc souvent difficile d'en déterminer le début et la fin. On considère néanmoins généralement qu'il ne s'agit pas là de l'interprétation de Simplicius, mais bien, comme il l'écrit, des « termes quelque peu poétiques » d'Anaximandre. D'après ce fragment, une part de la régularité et de l'équilibre de l'alternance présente dans la nature (été et hiver, peut-être) était attribuée à la Justice, non pas la justice de Zeus, mais une relation interne entre les puissances en lutte entre elles. Anaximandre donnait ainsi à la Δίκη, Dikê, la valeur d'une loi constitutive du cosmos.
L'idée du retour à l'élément d'origine fut souvent reprise par la suite, notamment par Aristote (Métaphysique, I, 3, 983 b 8-11 ; Physique, III, 5, 204 b 33-34) ou par Euripide (« Ce qui vient de la terre doit retourner à la terre », Les Suppliantes, v. 532). Elle rappelle même l'expression judéo-chrétienne : « Tu es né poussière et tu retourneras à la poussière. »

##### Représentation de l'univers

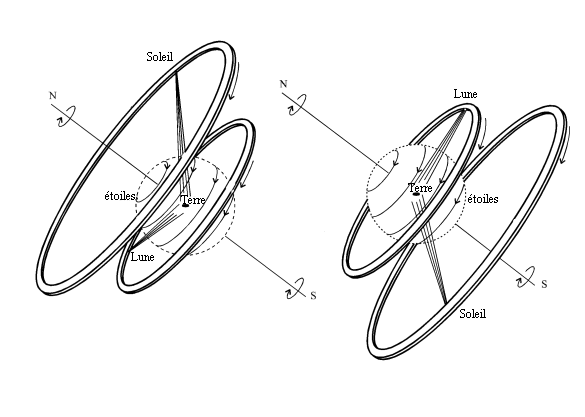
Schémas du modèle de l’univers d’Anaximandre : à gauche, le jour en été ; à droite, la nuit en hiver.

Anaximandre fut le premier à concevoir un modèle mécanique du monde. Il représente l'univers comme étant comme un grand tourbillon. La Terre flotte en équilibre, immobile au centre de l’infini, sans être soutenue par quoi que ce soit. Elle demeure « au même endroit à cause de son indifférence » : il expliquait en effet l'immobilité de la Terre au milieu du cosmos par la symétrie de la position qu'elle y occupe qui ne lui donne aucune raison de se déplacer d'un côté plutôt que d'un autre, point de vue considéré comme étant ingénieux, mais faux par Aristote dans son traité Du ciel (II, 13). Sa forme curieuse est celle d’un cylindre dont la hauteur est le tiers de son diamètre. La partie plane du dessus forme le monde habitable entouré d’une masse océanique circulaire. Un tel modèle cylindrique permettait de concevoir que les astres aient pu passer en dessous. Cette représentation est novatrice par rapport à l'explication de Thalès d’un monde qui flotte sur l’eau.
La thèse d'Anaximandre que la Terre est suspendue dans le ciel, sans aucun support, est considérée comme la première révolution cosmologique et un point de naissance de la pensée scientifique,. Karl Popper a appelé cette idée « l'une des idées les plus audacieuses, les plus révolutionnaires, les plus prodigieuses de toute l'histoire de la pensée humaine », car elle ouvre la voie à Aristarque et Copernic, et anticipe dans une certaine mesure Newton.
À l'origine, après la séparation du chaud et du froid, se forma une boule de flamme qui entoura la Terre comme l'écorce d’un arbre. Cette boule se déchira pour former le reste de l'Univers. Celui-ci ressemblait à un système de roues creuses concentriques emplies de feu et aux parois percées d’une bouche, comme le trou d’une flûte. De la même taille que la terre, le Soleil était donc le feu que l’on voyait à travers un trou sur la roue la plus éloignée et une éclipse correspondait à la fermeture de ce trou. Le diamètre de la roue solaire égalait vingt-sept fois celui de la Terre (ou vingt-huit, selon les sources) et celui de la Lune dont le feu était moins intense, dix-huit fois (ou encore dix-neuf). Son trou avait la capacité de changer sa forme, expliquant ainsi les phases lunaires. Les étoiles et les planètes, plus rapprochées, étaient conçues sur le même modèle.
Il fut ainsi le premier astronome à considérer le Soleil comme une masse énorme et par conséquent, à réaliser à quel point celui-ci pouvait être éloigné de la Terre. Il était aussi le premier à présenter un système où les astres tournaient à des distances différentes. D'ailleurs selon Diogène Laërce (II, 2), il construisit une sphère céleste. Cette réalisation lui permit sans doute d’être le premier à établir l’obliquité du zodiaque comme l'affirme Pline l’Ancien dans son Histoire naturelle (II, 8). Il est beaucoup trop tôt pour parler ici de l’écliptique, mais les connaissances et les travaux d'Anaximandre sur l’astronomie confirment qu'il devait avoir observé l’inclinaison de la sphère céleste par rapport au plan terrestre pour expliquer les saisons. La mesure exacte de l'obliquité, d'après Aetius (II, 12, 2), reviendrait à Pythagore.

##### Pluralité des mondes
Selon Simplicius, Anaximandre suggérait déjà, comme Leucippe, Démocrite et plus tard Épicure, la pluralité des mondes. Ces penseurs supposaient qu’ils apparaissaient et disparaissaient pendant un temps, que certains naissaient quand périssaient d’autres. Et ils affirmaient que ce mouvement était éternel, « car sans mouvement, il ne peut y avoir ni génération ni destruction. »
Indépendamment de Simplicius, Hippolyte (Réfutation, I, 6) rapportait qu'Anaximandre disait que le principe des êtres émane de l'infini, duquel proviennent les cieux et les mondes (nombreux sont les doxographes qui ont fait état de l'usage du pluriel quand ce philosophe fait référence aux mondes en eux qui sont souvent en quantité infinie). Cicéron spécifie en outre que le philosophe associe des dieux différents aux mondes innombrables qui se succèdent.
Cette théorie rapprocherait Anaximandre des atomistes et des épicuriens qui, plus d'un siècle plus tard, affirmèrent également qu'une infinité de mondes apparaissaient et disparaissaient. Il y eut au cours de l'histoire intellectuelle grecque des penseurs qui soutinrent l'idée d'un monde unique (Platon, Aristote, Anaxagore et Archélaos de Milet), mais d'autres concevaient plutôt l'existence d'une série continue ou non de mondes successifs (Anaximène, Héraclite, Empédocle, Épicure et Diogène d'Apollonie). Sans tirer de conclusion sur la ligne de pensée d'Anaximandre que l'on connaît trop peu, on peut supposer une relation entre son concept de l'apeiron, indéfini dans le temps, et l'infinité des mondes. Déjà, il posait des hypothèses qui sont encore aujourd’hui le sujet d'innombrables spéculations.

#### Origine de la vie
Anaximandre s'interrogea sur la naissance de la vie et spécula sur l'origine de la vie animale. Prenant acte de l'existence des fossiles, il affirma que dans un lointain passé, les animaux naquirent de la mer. Il disait aussi que les premiers animaux naissaient entourés d’une écorce épineuse, mais qu’en avançant en âge, l’écorce séchait et se rompait. Par l’action du Soleil sur l’humidité, des terres sont apparues et l’homme dut avec le temps s’y adapter. Censorin écrit :

« Anaximandre de Milet estimait que de l’eau et de la terre réchauffées étaient sortis soit des poissons, soit des animaux tout à fait semblables aux poissons. C’est au sein de ces animaux qu’ont été formés les hommes et que les embryons ont été retenus prisonniers jusqu’à l’âge de la puberté ; alors seulement, après que ces animaux eurent éclaté, en sortirent des hommes et des femmes désormais aptes à se nourrir. »

— Sur le jour natal, IV, 7. Traduction de J. Mangeart, Paris, 1843.

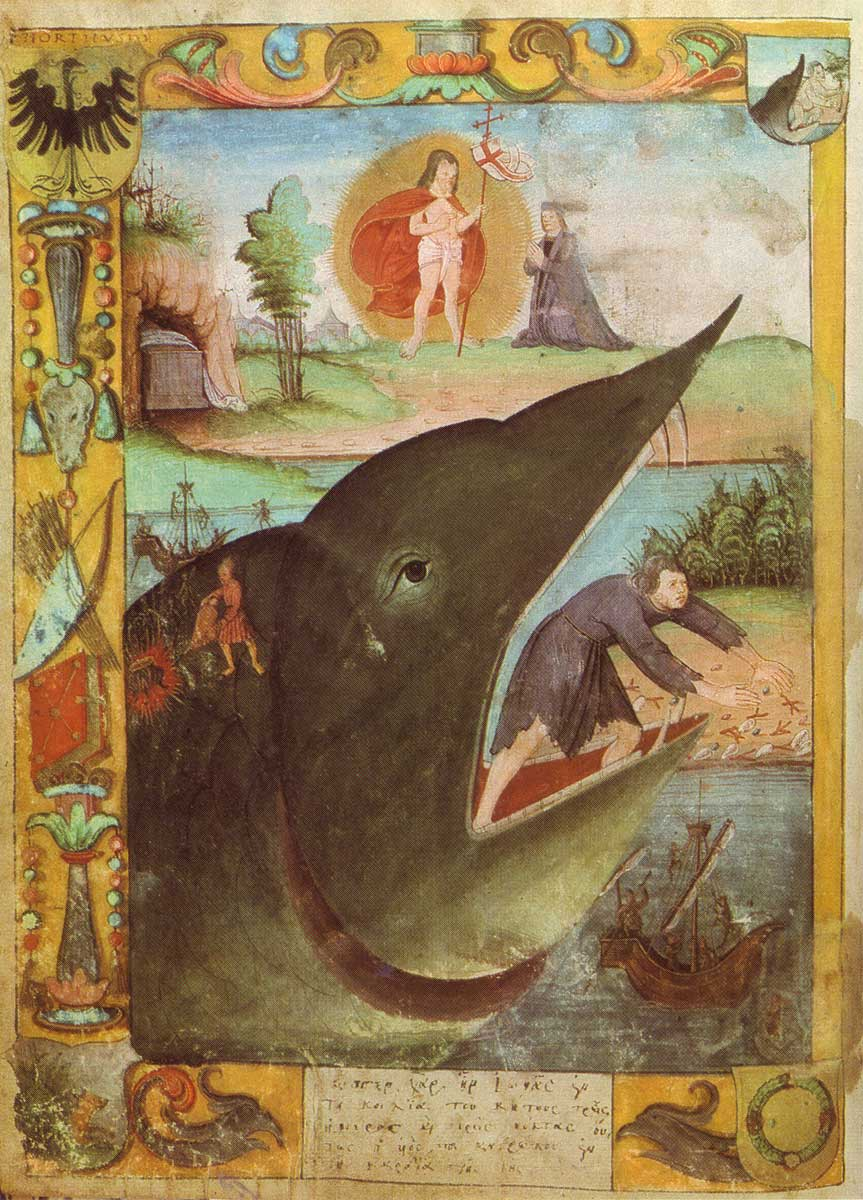
Jonas recraché par la baleine. Enluminure allemande du Moyen Âge.

Il avança aussi l'idée selon laquelle les hommes avaient dû passer une partie de cette transition dans la bouche de gros poissons pour se protéger du climat jusqu’à ce qu’ils puissent regagner l’air libre et perdre leurs écailles.
Ces conceptions pré-darwiniennes peuvent paraître étranges au regard des connaissances et des méthodes scientifiques modernes car elles proposent des systèmes d'explication très complets de l'univers au moyen d'hypothèses audacieuses et difficiles à vérifier. Elles témoignent toutefois de la naissance d'un phénomène que l'on a parfois appelé le « miracle grec » : certains hommes se mettent à tenter d'expliquer la nature du monde non par le recours au mythe ou à la religion, mais par des principes « matériels ». On pourrait dire qu'il s'agit déjà là du principe fondamental de la pensée scientifique, même si les méthodes de la recherche se sont considérablement transformées depuis lors.

#### Phénomènes météorologiques
Anaximandre expliquait des phénomènes, tels que le tonnerre et les éclairs, par l'intervention des éléments et non par des causes divines. Le tonnerre serait le son produit par le choc de nuages sous l’action du vent, la force du son étant proportionnelle à celle du choc. S'il tonne sans qu'il éclaire, c'est parce que le vent est trop faible pour produire une flamme, mais assez fort pour produire un son. L'éclair, quant à lui, serait une secousse d'air qui se disperse et tombe en permettant à un feu peu actif de se dégager et la foudre, le résultat d’un courant d’air plus violent et dense.
Il considérait que la mer était ce qui restait de l’humidité originelle. Selon lui, la terre avait autrefois été entourée d’une masse humide dont l’évaporation d’une partie sous l’effet du soleil causa les vents et même la rotation des astres, comme si ceux-ci devaient aux vapeurs et aux exhalaisons marines leur mouvement en tentant de suivre les endroits où elles sont plus abondantes. Pour lui, la terre s'asséchait lentement et l'eau ne subsistait que dans les régions les plus profondes, qui elles aussi seraient un jour sèches. Si l'on se fie aux Météorologiques (II, 3) d'Aristote, Démocrite partageait aussi cette opinion. De manière analogue, Anaximandre expliquait la pluie comme un produit de l’humidité pompée de la terre par le soleil.

## Activités scientifiques

### Cartographie

Reconstitution hypothétique de la carte du monde d’Anaximandre.

Strabon et Agathémère, deux géographes grecs très postérieurs à Anaximandre, affirment au début de leurs ouvrages sur la géographie que, selon Ératosthène, Anaximandre avait été la première personne à publier une carte du monde. Hécatée se serait inspiré de son dessin pour en produire une plus précise. Strabon considère Anaximandre et Hécatée comme les deux premiers géographes après Homère.
Il est certain qu’à cette époque, des cartes locales avaient déjà fait leur apparition, notamment en Égypte, en Lydie, au Moyen-Orient et à Babylone. Elles indiquaient des routes, des villes, des frontières ou des formations géologiques. L’innovation d’Anaximandre est d’avoir dessiné une représentation de l’ensemble de la terre habitée par les hommes, (grec ancien : οἰκουμένη, l’œkoumène), distincte de la Terre comme entité cosmologique, et telle que les Grecs la connaissaient à cette époque.
Une telle réalisation paraît tout à fait cohérente dans le contexte de l'époque. On a imaginé qu'Anaximandre avait dessiné cette carte pour trois raisons :
1. Pour la navigation et le commerce : Milet, riche cité très active vers laquelle convergeaient les informations géographiques, possédait plusieurs colonies et faisait également le commerce avec d'autres que les siennes, tant autour de la Méditerranée que de la mer Noire.
2. Pour les enjeux politiques : Thalès aurait sûrement eu la tâche plus aisée pour convaincre les cités-États ioniennes de se regrouper en fédération pour repousser la menace des Mèdes s'il avait disposé d'un tel outil.
3. Par intérêt philosophique : le seul fait de pouvoir offrir une représentation de l’œkoumène pour le bénéfice du savoir en justifie la démarche.

Cependant, autant que nous puissions en juger, cette carte d'Anaximandre n'était pas destinée aux voyageurs ni aux expéditions de colonisation ; et elle frappa l'imagination des géographes ultérieurs qui insistèrent sur l'audace démiurgique de son créateur; surtout, Anaximandre n'était pas un géographe mais un « physicien » au sens grec du terme, c'est-à-dire un philosophe prenant pour objet de sa spéculation la φύσις / physis, la nature comme substance primordiale d'où toutes choses sont issues et comme processus de venue à l'être. Son projet était donc d'élaborer un modèle visuel de la Terre en liaison avec des hypothèses cosmologiques et des phénomènes météorologiques, le dessin venant en complément d'un traité Sur la nature qui apportait un ensemble de savoirs connexes.
Anaximandre, étant sûrement conscient de la convexité de la mer, aurait peut-être reproduit sa carte sur une surface métallique légèrement bombée. Le centre ou « nombril » du monde (ὀμφαλός γῆς / omphalós gẽs) aurait pu être Delphes, du moins le fut-il à une certaine époque. Mais au temps d'Anaximandre, il est fort probable que celui-ci se situe près de Milet. Dans tous les cas, la mer Égée se trouvait près de ce centre, bordée par trois continents, eux-mêmes au milieu de l’océan et isolés, tels des îles, par la mer et les cours d'eau. L’Europe était limitée au sud par la Méditerranée et séparée de l'Asie par le Pont-Euxin (la mer Noire), par le lac Méotide (la mer d'Azov) et plus loin à l'Est, par le Phase aujourd’hui Rioni ou le Tanais qui auraient bien pu se jeter dans l'océan. Le Nil, quant à lui, s'y jetait au sud, séparant ainsi la Libye (qui à l'époque désignait le continent africain) de l’Asie.

### Le gnomon
La Souda relate qu’il a expliqué certaines notions fondamentales de géométrie. Elle fait mention également de son intérêt pour la mesure du temps et lui attribue l’introduction en Grèce du gnomon. Il participa à Lacédémone à la construction, ou du moins à la mise au point, de cadrans solaires pour y indiquer les solstices et les équinoxes.
Ces réalisations lui sont souvent attribuées, notamment par Diogène Laërce (II, 1) et par Eusèbe de Césarée, Préparation évangélique (X, 14, 11). Le seul fait qu’Anaximandre se rende dans une autre ville pour y établir des cadrans solaires laisse à supposer soit qu’ils s’y trouvaient déjà, soit qu’on en avait simplement entendu parler. La première supposition demeure dans le domaine du possible, puisque même si on y avait déjà construit les cadrans, ceux-ci nécessitent des ajustements d’une ville à l’autre à cause de l’écart de latitude.
À cette époque, le gnomon était simplement une tige verticale émergeant d’un plan horizontal. L’ombre portée servait, d’une part, à mesurer le passage des heures : dans son mouvement, le soleil dessine alors une courbe avec l’extrémité de la tige dont l’ombre est à son plus court à midi, quand elle pointe directement vers le sud ; d’autre part, la variation de la longueur de l’ombre à midi servait à marquer le passage des saisons, les solstices étant les jours où l’ombrage était le plus long (en hiver) ou le plus court (en été).
Cela dit, sa création ne revient pas à Anaximandre puisque son usage, tout comme la division des jours en douze parties, provenait des Égyptiens, principe et usage repris ensuite par les Babyloniens. C’est bien à ces derniers, selon Hérodote dans L’Enquête (II, 109), que les Grecs devaient l’art de mesurer le temps. Il serait surprenant qu’ils n’aient alors pas pu déterminer les solstices avant Anaximandre puisqu’aucun calcul n’est vraiment nécessaire. Ce qui n’est pas le cas des équinoxes. Ceux-ci ne se calculent pas simplement en trouvant le point médian entre les positions des ombres aux solstices, tel que le croyaient les Babyloniens. Comme la Souda semble le suggérer, il est probable que ce fut Anaximandre qui fut le premier Grec à les déterminer par calcul puisque ses connaissances en géométrie le permettaient.

### Prédiction d’un séisme
Dans son œuvre philosophique De la divination, Cicéron raconte qu’Anaximandre aurait pressé les habitants de Lacédémone d’abandonner leur ville et leurs maisons pour passer la nuit dans la campagne avec leurs armes parce qu’un séisme se préparait. La ville s’est effectivement effondrée alors qu’un sommet du Taygète s’est fendu comme la poupe d’un navire. Pline l'Ancien fait lui aussi mention de cette anecdote en suggérant qu'il s'agissait d'une « inspiration admirable », à la différence de Cicéron qui se gardait bien d'attribuer cette prédiction à de la divination.
Nous n'avons aucune certitude sur la véracité de cette anecdote. Pour Guthrie, elle n'a rien d'invraisemblable s'il est vrai que les animaux sentent l'arrivée d'un séisme et changent de comportements : un observateur de la nature comme Anaximandre, dans une région où les tremblements de terre sont très fréquents, pourrait avoir remarqué ce phénomène.

## Interprétations contemporaines
Bertrand Russell, dans Histoire de la philosophie occidentale, interprète les théories d'Anaximandre comme une affirmation de la nécessité d’un équilibre adéquat entre la terre, le feu et l’eau en tant qu’éléments, chacun d’eux pouvant chercher indépendamment à accroître sa proportion relativement aux autres. Anaximandre semble exprimer sa croyance en un ordre naturel maintenant l’équilibre entre ces éléments ; ainsi, là où il y avait le feu, existent maintenant les cendres (terre). Les pairs grecs d’Anaximandre partageaient cette croyance que même leurs dieux ne pouvaient s'opposer à cette contrainte naturelle.
Friedrich Nietzsche, dans La Philosophie à l’époque de la tragédie grecque, considère Anaximandre comme un pessimiste. Par son concept de l’apeiron, Anaximandre affirmait que l’état primordial du monde était un état indéfini. Selon ce principe, tout ce qui est défini doit éventuellement retourner à l’indéfini. En d'autres termes, Anaximandre percevait tout ce qui devait être comme une émancipation illégitime de l’état éternel, une faute pour laquelle la destruction restait la seule pénitence. Par cette façon de penser, le monde des objets individuels ne valait rien et devait périr.
Martin Heidegger fit de nombreux commentaires sur Anaximandre (de même que sur Parménide et Héraclite) et rédigea une section des Chemins qui ne mènent nulle part intitulée La Parole d'Anaximandre, dans laquelle il mène avec force un travail original d'interprétation et de réinterprétation de cette parole mystérieuse, à la lumière de tous les chemins ouverts par l'ensemble de son œuvre sur le sens de l'être, et en particulier le sens que ce mot pouvait bien avoir chez ces penseurs originaux.

## Ouvrages
La Souda donne quatre titres :
- Sur la nature (Περὶ φύσεως / Perì phúseôs) ;
- Le Tour de la Terre (Γῆς περίοδος / Gễs períodos) ;
- Sur les corps fixes (Περὶ τῶν ἀπλανῶν / Perì tỗn aplanỗn) ;
- La Sphère (Σφαῖρα / Sphaĩra).

Thémistios fait également mention de l’œuvre Sur la nature. Il ne s’agit pas nécessairement de titres de livres : la Souda aurait bien pu ne faire référence qu’aux sujets abordés par son œuvre. Cette liste est d’ailleurs incomplète puisque la Souda termine son énumération par ἄλλα τινά, suggérant donc « d'autres œuvres ».

## Honneur
L'astéroïde (6006) Anaximandre porte son nom.